# Hendrik Cramer
Pour les articles homonymes, voir Cramer.
Hendrik Cramer (Utrecht, 1884 - Mauthausen, 1944) est un écrivain, poète et marin néerlandais.

## Biographie
Il collabore aux deux premiers numéros du Grand Jeu ainsi qu'aux Cahiers du Sud et à Bifur. Il est mort en déportation.

## Œuvre
- Visions et naissances (1988)